# Anlagebuch
Anlagebuch (Bankbuch, selten: Anlagenbuch bzw. Bankenbuch; engl. Banking book) ist im Kreditwesen der bankenaufsichtsrechtliche Begriff für alle Risikopositionen, die ein Kreditinstitut nicht dem Handelsbuch zuordnen darf. Komplementärbegriff ist deshalb das Handelsbuch.

## Allgemeines
Wenn Banken Bankgeschäfte betreiben, müssen sie dabei entscheiden, wie lange sie erworbene Bankgeschäfte im Bestand (also in der Bankbilanz) halten wollen. Diese Absicht wird durch kurz-, mittel- oder langfristige Bestandhaltung verwirklicht. Wollen sie Finanztransaktionen lediglich kurzfristig im Bestand halten, so liegt meist ein spekulatives Handelsgeschäft zugrunde. Bei der Gewährung eines langfristigen Investitionskredits an einen Bankkunden ist dies hingegen zu verneinen. Um diese verschiedenen Geschäftsmotive zu systematisieren, verlangte bisher § 1a KWG a. F. von den Banken eine Unterscheidung zwischen Handels- und Anlagebuch. Danach mussten die nur kurzfristig im Bestand gehaltenen Geschäfte, mit denen die Absicht eines Handelsgewinns verbunden war, im Handelsbuch ausgewiesen werden. Alle übrigen Finanztransaktionen waren ins Anlagebuch zu übernehmen.

## Inhalt
Früher gehörten nach § 1a Abs. 2 Kreditwesengesetz (KWG) a.F. zum Anlagebuch „alle Geschäfte eines Instituts, die nicht dem Handelsbuch zuzurechnen sind“. Die an die Stelle dieser entfallenen Bestimmung im Januar 2014 getretene Kapitaladäquanzverordnung (englische Abkürzung CRR) erwähnt den Begriff des Anlagebuchs sehr häufig, definiert ihn jedoch nicht. Nach dem Ausschlussprinzip kann davon ausgegangen werden, dass das Anlagebuch weiterhin alle Positionen erfasst, die nicht gemäß Art. 4 Abs. 1 Nr. 86 CRR zum Handelsbuch gehören. Danach ist das Anlagebuch eine Residualgröße. Denn nach Art. 390 Abs. 4 CRR werden die gesamten Risikopositionen einer Bank durch Addition aus Handels- und Anlagebuch ermittelt. Im Umkehrschluss sind mithin im Anlagebuch alle Bilanzpositionen zu zeigen, die nicht nur kurzfristig zu Eigenhandelszwecken gehalten werden und ausschließlich dem Kundengeschäft dienen. Hinsichtlich der Zuordnung zum Anlage- oder Handelsbuch ergeben sich zur bisherigen Regelung keine wesentlichen Änderungen. Für die Zuordnung ist handelsrechtlich gemäß § 340a HGB in Verbindung mit § 247 Abs. 2 HGB die Zweckbestimmung im Erwerbszeitpunkt entscheidend.
Den bedeutendsten Geschäftszweig des Anlagebuchs bildet das Aktivgeschäft. Dem Anlagebuch sind auch jene Positionen zuzuordnen, bei denen keine kurzfristigen Preis- oder Zinsschwankungen ausgenutzt werden und die von ihrer Konstruktion und Marktfähigkeit her nicht handelbar sind. Zu nennen sind hier insbesondere:
- Kredite des traditionellen Kreditgeschäfts,
- sonstige, nicht üblicherweise auf dem Geldmarkt gehandelte Forderungen,
- (längerfristige) Schuldscheingeschäfte, die nicht zwecks Ausnutzung kurzfristiger Preisunterschiede abgeschlossen und nicht kurzfristig im Wege der Abtretung weiter übertragen werden,
- Wertpapiere der Liquiditätsreserve nach § 340f Abs. 1 Satz 1 HGB,
- Wertpapiere, die nach § 340c § Abs. 2 HGB wie Anlagevermögen behandelt werden und
- Sach- und Finanzanlagevermögen.

Alle Bankkredite, auch kurzfristige, sind dem Anlagebuch zuzuordnen. Zum Anlagebuch gehören ferner Handelsgeschäfte, die zum Zwecke der Benchmark-Bildung (Treasury) abgeschlossen werden und Wertpapierkäufe für die Liquiditätsreserve, selbst wenn sie kurzfristig gehalten werden. Wertpapiere der handelsrechtlichen Liquiditätsreserve (§ 340f Abs. 1 Satz 1 HGB) sind dem Anlagebuch zuzuordnen. Absicherungsgeschäfte für Anlagebuchpositionen (etwa Zinsswaps zur Absicherung von Zinsrisiken aus Krediten) sind im Anlagebuch zu berücksichtigen. Der Rückkauf eigener Schuldverschreibungen kann nur dann als Zusatzdienstleistung zu einem Anlagebuchgeschäft angesehen werden (Einlagengeschäft im weiteren Sinne), wenn damit keine spekulativen Nebenzwecke verfolgt werden. Instrumente, die wie Anlagevermögen behandelt werden (§ 340c Abs. 2 HGB), sind stets dem Anlagebuch zuzuordnen.

## Bilanzierung
Als – für das Anlagebuch maßgebliche – mittel- und langfristige Laufzeiten gelten nach § 9 Abs. 2 Kreditinstituts-Rechnungslegungsverordnung (RechKredV) Restlaufzeiten von mehr als einem Jahr bis fünf Jahre (mittelfristig) oder mehr als fünf Jahre (langfristig). Auch kurzfristige Bankgeschäfte gehören zum Anlagebuch, wenn mit ihnen keine Handelsabsicht verfolgt wird. Handelt es sich bei kurzfristigen Geschäften um Kundengeschäfte, ist eine Zuordnung zum Anlagebuch erforderlich. Bei mittel- bis langfristigen Bestandhaltungen kommt grundsätzlich eine Zuordnung zum Anlagebuch in Frage. Alle Bankgeschäfte sind nach IAS 39.45 mit einer IFRS-Kategorie zu versehen, die diese Halteabsicht verdeutlicht. Im Anlagebuch kommen die Kategorien Loans & Receivables (L & R) und Held to Maturity (HtM) in Betracht. Hierbei haben die Kreditinstitute die feste Absicht und Fähigkeit (IAS 39.9), die Kredite bis zur Fälligkeit im Bestand zu halten. Das wird durch den Umstand untermauert, dass Kreditforderungen naturgemäß nicht so fungibel sind wie die in Anleihen verbrieften Forderungen, auch wenn ihre Handelbarkeit (Transferable Loan Facilities) durch den Kredithandel erleichtert wird. Sollen dennoch Kredite nicht mehr bis zur Fälligkeit im Bestand bleiben, erhalten sie die Kategorie Available for Sale.

## Handels- und Anlagebuch
Das Handelsbuch und das Anlagebuch müssen sich jederzeit zweifelsfrei identifizieren lassen und sind deshalb getrennt voneinander zu führen. Aus diesem Grund muss auch im Rechnungswesen die Kennzeichnung oder zumindest die jederzeitige Ermittelbarkeit der bilanziellen und außerbilanziellen Handelsbuchpositionen gewährleistet sein.
Handelsrechtlich sind Umgliederungen des Anlagebestands in den Handelsbestand nach § 340e Abs. 3 Satz 2 HGB unzulässig, umgekehrt sind sie nach Satz 3 dieser Vorschrift nur zulässig, „wenn außergewöhnliche Umstände, insbesondere schwerwiegende Beeinträchtigungen der Handelbarkeit der Finanzinstrumente, zu einer Aufgabe der Handelsabsicht durch das Kreditinstitut führen“. Hierunter fallen grundlegende Marktstörungen wie etwa während der Finanzkrise ab 2007.
Umwidmungen waren in § 1a Abs. 4 KWG a. F. geregelt. Umwidmungen sind die – nur ausnahmsweise zulässige – Übertragung von ursprünglich im Handelsbuch gezeigten Positionen in das Anlagebuch oder umgekehrt. Je nach Ertragslage kann es für ein Kreditinstitut steuerlich vorteilhaft sein, Risikopositionen entweder dem Handelsbuch oder dem Anlagebuch zuzuordnen, um steuerfreie Gewinne oder berücksichtigungsfähige Verluste zu realisieren. Eine Umwidmung ist bankrechtlich vorzunehmen, wenn die Voraussetzungen für eine Zurechnung der entsprechenden Position zum Handelsbuch oder zum Anlagebuch entfallen sind. Ansonsten darf eine Umwidmung von Positionen des Handelsbuchs in das Anlagebuch oder umgekehrt nur dann erfolgen, wenn für die Umwidmung ein schlüssiger Grund vorliegt. Damit soll bankaufsichtsrechtlich verhindert werden, dass Kreditinstitute durch willkürliche Umwidmungen Gestaltungsspielräume zu ihren Gunsten ausnutzen. Bei Geschäften mit Dritten, die durch den Auftrag eines Kunden ausgelöst werden (Kundengeschäfte), bei welchen der Dienstleistungsaspekt im Vordergrund steht und die daher dem Anlagebuch zugerechnet werden, sind die betreffenden Geschäfte in das Handelsbuch umzuwidmen, wenn sie nicht spätestens zum Geschäftsschluss weitergehandelt worden sind (Glattstellung). Wird die so entstandene Marktrisikoposition durch ein Absicherungsgeschäft partiell oder vollständig geschlossen, so wird dies bankaufsichtsrechtlich einem Wiederverkauf gleichgestellt und wie eine Glattstellung gewertet. Der Dienstleistungscharakter von Kundengeschäften ist grundsätzlich dann in Frage gestellt, wenn damit spekulative Zwecke zumindest mit verfolgt werden. Umgliederungen sind nach § 35 Abs. 1 Nr. 6b RechKredV im Anhang zu erläutern.

## Abgrenzung zum Handelsbuch
Für bilanzierende Nichtbanken gelten handelsrechtliche Regelungen, die eine Zuordnung zum Anlage- oder Umlaufvermögen vorschreiben. Interessanterweise geht das HGB dabei von einem genau umgekehrten Ausschlussprinzip aus. Im Umkehrschluss zur Definition des Anlagevermögens in § 247 HGB sind demnach im Umlaufvermögen die Vermögensgegenstände auszuweisen, die nicht dazu bestimmt sind, dauernd dem Geschäftsbetrieb als Anlagevermögen zu dienen. Nach dem Gliederungsschema in § 266 HGB gehören zum Umlaufvermögen folgende vier Posten:
- Vorräte
- Forderungen und sonstige Vermögensgegenstände
- Wertpapiere (soweit keine Finanzanlagen)
- Zahlungsmittelbestand.

Danach gehören die Vermögensgegenstände mit einem dauernden Nutzungszweck (§ 247 HGB) zum Anlagevermögen, während bei Kreditinstituten die handelsrechtlichen Kriterien, die für die Abgrenzung der Wertpapiere, handelbaren Forderungen und Anteile des Handelsbestandes gelten, den Kriterien für die Abgrenzung des Handelsbuches nach § 1a Abs. 1 KWG a. F. ähnlich sind; die objektive Interessenlage ist bei beiden Regelungskreisen weitgehend identisch. Damit wird vermieden, die Kreditinstitute bankaufsichtrechtlich mit einer zusätzlichen „Schattenbilanzierung“ zu belasten, soweit nicht folgende Ausnahmen vorliegen:
- das Kreditinstitut kann nach Ermessen – auch für die Wertpapiere der Liquiditätsreserve – eine von dem handelsrechtlichen Ansatz abweichende Zuordnung vornehmen, wenn es hierfür plausible, objektiv nachweisbare Gründe gibt;
- eine von dem handelsrechtlichen Ansatz abweichende Zuordnung nach der CRR ist – ohne Ermessen des Instituts – geboten, wenn bankaufsichtliche Gründe im Einzelfall eine abweichende Wertung verlangen. Die von dem Institut getroffene Zuordnung ist jedoch solange maßgeblich, bis das BaFin sie im Einzelfall beanstandet oder eine anderweitige Entscheidung allgemein verlautbart.

Im Übrigen ist von einem Gleichlauf zwischen dem Anlagevermögen im Sinne des HGB und dem Anlagebuch im Sinne des KWG auszugehen, auch wenn die Absicht der kurzfristigen Weiterveräußerung keine gesetzliche Voraussetzung für die Zuordnung zum Handelsbestand nach § 340c Abs. 1 HGB ist.
Im Bankbuch, aber auch im Handelsbuch, bestehen Abwicklungsrisiken. Hierunter versteht man die nach Ablauf eines Erfüllungszeitpunktes beiderseitig nicht erfüllten Geschäfte, aus denen Wertveränderungen der gehandelten Finanzinstrumente resultieren können. Anders als bei Vorleistungsrisiken, die nur im Handelsbuch zu berücksichtigen sind, wurden bei Abwicklungsrisiken die Geschäfte von beiden Vertragspartnern zum vorgesehenen Zeitpunkt nicht erfüllt. Daraus können Wertveränderungen der gehandelten Finanzinstrumente resultieren, aus denen ein Verlustpotenzial auch im Anlagebuch entstehen kann.

## Nichthandelsbuchinstitut
Ein Nichthandelsbuchinstitut strebt keine Erzielung von kurzfristigen Eigenhandelserfolgen im Sinne des § 340 c Abs. 1 HGB an. Bei diesen Instituten sind alle Bestände ausnahmslos dem Anlagebuch zugeordnet, und ein Handelsbuch wird ohne Bestand geführt. Die Anforderungen zur Unterlegung von Marktpreisrisikopositionen des Handelsbuchs treffen somit für diese Institutsgruppe nicht zu.